# Nagy Nándor (grafikus)
Nagy Nándor (Székesfehérvár, 1894. május 2. – Budapest, 1979. szeptember 23.)  magyar grafikusművész, képzőművész. Futásfalvi Márton Piroska festőművész férje.

## Életpályája
Budapesten a Képzőművészeti Főiskola növendéke volt 1913-1915, majd 1918-1919 között. Mesterei Botka Miklós, Edvi Illés Aladár, Révész Imre és Erdőssy Béla voltak. Felesége Futásfalvi Márton Piroska festőművész volt.
1920-tól a Szent Imre Gimnázium tanára. Tanítványai voltak például Nuridsány Zoltán, Bartha László, Szalatnyai József. A pécsi művésztelepen dolgozott az 1920-as évek elején a pécsi művésztelepen, majd 1925-ben a nagybányai szabadiskolában, később a Balaton-felvidéken dolgozott. Több nyarat Erdélyben töltött.

## Művei
Linóleum-metszeteket, fametszeteket, többszín-nyomású sokszorosított grafikát, akvarell tájképeket alkotott.

## Egyéni kiállításai
- 1989 József Attila Gimnázium

## Részvétele csoportos kiállításokon (válogatás)
- 1934, 1937, 1938, 1939, 1941 • Magyar Képírók, Nemzeti Szalon, Budapest
- 1943 • A magyar grafika 150 éve, Fővárosi Képtár, Budapest
- 1944 • Nemzeti Képzőművészeti Kiállítás, Műcsarnok, Budapest
- 1947 • Első zsűrimentes kiállítás, Nemzeti Szalon, Budapest
- 1947 • Magyar Pedagógusok Szabad Szakszervezete, Budapest
- 1949, 1951, 1952, 1957, 1970, 1977 • XI-XII. kerületi művészek bemutatói, Budapest
- 1953 • Képzőművészeti Kiállítás, Műcsarnok, Budapest
- 1954 • 150 év grafikája és kisplasztikája, Ernst Múzeum, Budapest
- 1957 • Csoportkiállítás, Jókai Klub, Budapest
- 1976 • Budai Művészek, Fővárosi Tanács Kiállítóterem, Budapest
- 1984 • Nagy Nándor és tanítványai, Bartók 32 Galéria, Budapest
- 1992 • Világörökségünk. Hollókő a ’30-as években, Kubinyi Ferenc Múzeum, Szécsény • Udvarház, Hollókő
- 1993 • Akvarellek kultúrtájainkról 1930-1970, Festetics Kastély, Keszthely
- 1995 • Budai Márffy Ödön Képzőművészeti Szabadiskola, Bálint Sándor Művelődési Ház, Szeged • Jókai Klub, Budapest
- 1997 • Budai Művészek, Magyar Optikai Művek Kultúrház, Budapest.

## Művei közgyűjteményekben
Hazai közgyűjteményben a Magyar Nemzeti Galériában találhatók meg munkái.